# Sesamum marlothii
Sesamum marlothii är en sesamväxtart som beskrevs av Adolf Engler. Sesamum marlothii ingår i släktet sesamer, och familjen sesamväxter. Inga underarter finns listade i Catalogue of Life.